# Mali ikoziikozidodekaeder
| Mali dodeciikozidodekaeder                          | Mali dodeciikozidodekaeder                             |
| --------------------------------------------------- | ------------------------------------------------------ |
|                                                     |                                                        |
| Vrsta                                               | uniformni zvezdni polieder                             |
| Elementi                                            | F = 44, E = 120, V =60 ({\displaystyle \chi \,} = -16) |
| Stranske ploskve po stranicah                       | 20{3}+12{5}+12{10}                                     |
| Wythoffov simbol                                    | 3 5 (3/2 5/4) \|                                       |
| Simetrijska grupa                                   | Ih, [5,3], *532                                        |
| Bowerjeva okrajšava                                 | Siddy                                                  |
| Sklici                                              | U50, C64, W90                                          |
| mali dodekakronski heksekontaeder (dualni polieder) | 5.10.3/2.10 slika oglišč                               |

Mali dodeciikozidodekaeder je neuniformni zvezdni polieder z oznako (indeksom) U33. Njegova slika oglišč je križni štirikotnik. 

## Sorodni poliedri
Ima enako ureditev oglišč kot veliki zvezdni prisekan dodekaeder. Razen tega ima enake robove kot mali ikozikozidodekaeder, ki ima skupne šestkotne stranske ploskve ter kot mali ditrigonalni dodeciikozidodekaeder, ki pa ima skupne desetkotne stranske ploskve.
| veliki zvezdni prisekan dodekaeder | mali ikozikozidodekaeder | mali ditrigonalni dodeciikozidodekaeder | mali dodeciikozaeder |